# Michaił Aleksandrowski
Michaił Konstantinowicz Aleksandrowski (Fiodor Łazariewicz Jukelzon) (ros. Михаил Константинович Александровский (Фёдор Лазаревич Юкельзон), ur. 1898 we wsi Wołoszki w guberni wołyńskiej (według innych informacji w 1890 w Równem), zm. 15 listopada 1937) – funkcjonariusz radzieckich służb specjalnych, starszy major bezpieczeństwa państwowego.

## Życiorys
W maju 1917 wstąpił do SDPRR(b), po rewolucji październikowej dowodził oddziałem komunistycznej partyzantki, w 1919 był komisarzem powiatowej milicji robotniczo-chłopskiej w Równem i członkiem powiatowej Czeki. W 1919 wstąpił do Armii Czerwonej, w której został wojenkomem (komisarzem wojennym) pułku i pełnomocnikiem Wydziału Informacyjnego Sztabu 12 Armii, w 1921 pracował w Sekcji Tajno-Operacyjnej Wszechukraińskiej Czeki przy Radzie Komisarzy Ludowych Ukraińskiej SRR. We wrześniu-październiku 1922 był szefem, później zastępcą szefa Zarządu Ekonomicznego GPU przy Radzie Komisarzy Ludowych Ukraińskiej SRR, od 1 lipca 1925 do 5 września 1930 stał na czele Zaporoskiego Okręgowego Oddziału GPU, 1930-1931 był słuchaczem kursów marksizmu-leninizmu przy KC KP(b)U. Następnie został szefem Oddziału V Wydziału Specjalnego OGPU ZSRR, 1932-1933 był pomocnikiem szefa, a w 1933 szefem Wydziału Tajno-Politycznego GPU Ukraińskiej SRR. Od 1933 do grudnia 1936 był szefem Wydziału Specjalnego GPU/NKWD Ukraińskiego Okręgu Wojskowego, w grudniu 1935 otrzymał stopień starszego majora bezpieczeństwa państwowego, od 16 grudnia 1936 do 21 lutego 1937 był szefem Wydziału III Zarządu Bezpieczeństwa Państwowego NKWD Ukraińskiej SRR, a od 11 stycznia do 20 września 1937 zastępcą szefa Zarządu IV Sztabu Generalnego Armii Czerwonej. Był odznaczony Orderem Czerwonego Sztandaru i Orderem Czerwonej Gwiazdy (14 lutego 1936).
8 lipca 1937 został aresztowany podczas wielkiego terroru, następnie skazany na śmierć przez Wojskowe Kolegium Sądu Najwyższego ZSRR pod zarzutem zdrady Ojczyzny, terroryzmu i działalności kontrrewolucyjnej i rozstrzelany. Jego prochy złożono na moskiewskim Cmentarzu Dońskim.